# 和谐的灵感

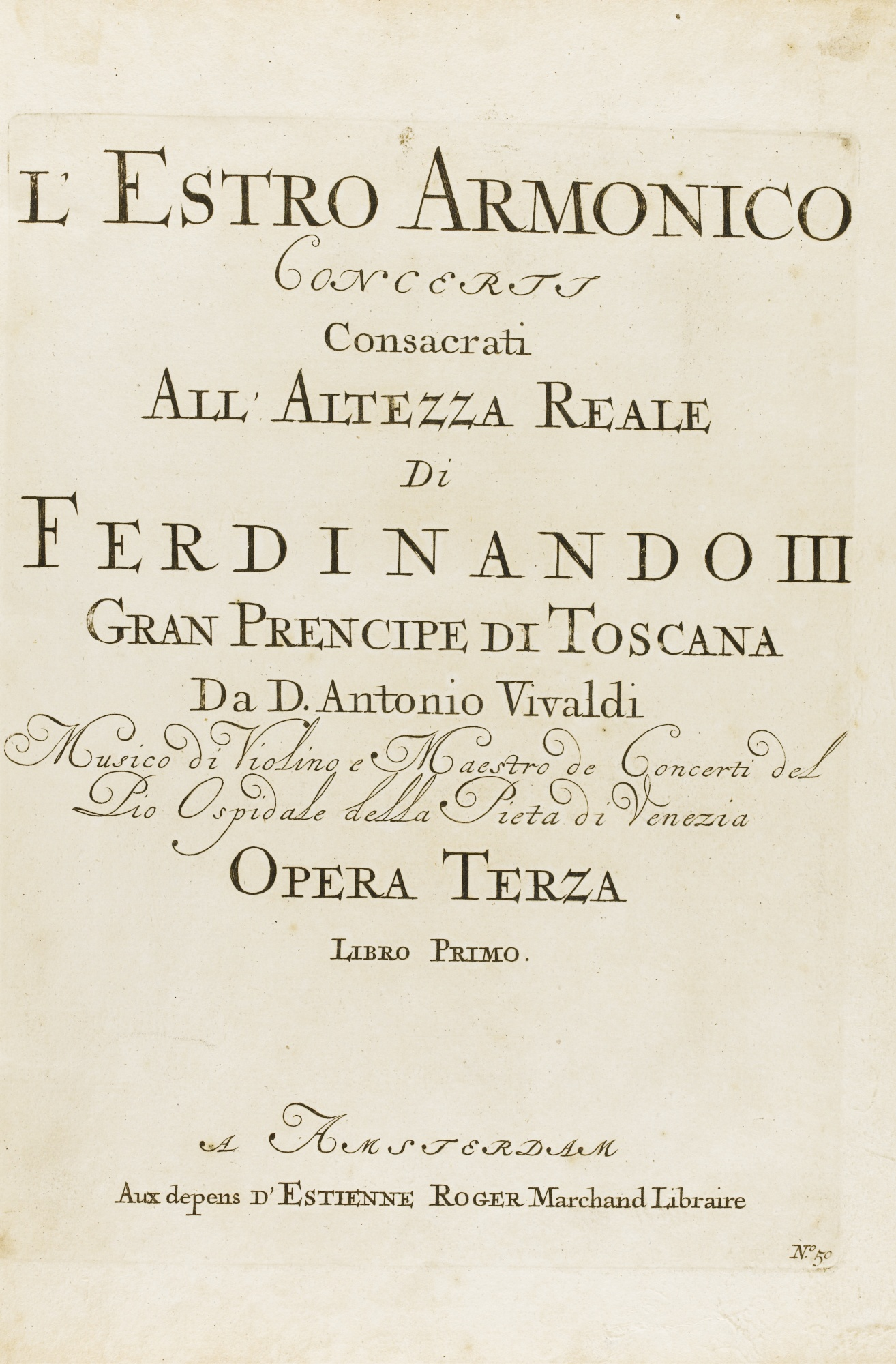
《和諧的靈感》第一版

《和谐的灵感》（L'estro armonico），Op.3，是意大利作曲家安东尼奥·维瓦尔第的一套12首弦乐器协奏曲，1711年首次在阿姆斯特丹出版。和谐的灵感是维瓦尔第出版的第一部协奏曲集。这也是他第一次选择外国出版商出版作品。